# Unfallversicherungsmodernisierungsgesetz
Das Gesetz zur Modernisierung der gesetzlichen Unfallversicherung – Unfallversicherungsmodernisierungsgesetz (UVMG) vom 30. Oktober 2008 reformierte die Gesetzliche Unfallversicherung in Deutschland grundlegend. Ziel der Reform war es, die Organisation der Unfallversicherung an die veränderten Bedingungen in der gewerblichen Wirtschaft anzupassen, die gemeinsame Tragung der Altlasten besser zu verteilen und die Verwaltungsstrukturen insgesamt zu modernisieren.
Insbesondere wurde die Zahl der gewerblichen Berufsgenossenschaften durch Fusionen der Träger von 26 (Stand 31. Dezember 2004) auf 9 (Stand 1. Januar 2011) gesenkt. Außerdem wurde der Lastenausgleich zwischen den Berufsgenossenschaften neu geregelt und in ein System der Lastenverteilung umgewandelt. Weitere Neuerungen betrafen die Veranlagung der Unternehmen zu den Gefahrklassen nach dem Gefahrtarif sowie den Einzug der Insolvenzgeldumlage, die seitdem nicht mehr über die Berufsgenossenschaften, sondern zusammen mit dem Gesamtsozialversicherungsbeitrag durch die Krankenkassen erfolgt.

## Vorbereitungen
Schon bei der Eingliederung des Unfallversicherungsrechts in das Sozialgesetzbuch zum 1. Januar 1997 war es zu einer umfangreichen Diskussion über eine Reform dieses Rechtsgebiets gekommen. Der gesellschaftliche und wirtschaftliche Wandel hatte zu einer weiteren Verschiebung der Leistungsfähigkeit zwischen den Gewerbezweigen geführt: weg vom produzierenden, hin zum Dienstleistungssektor. Bei langfristig gleichbleibenden Lasten stiegen die Beiträge je Unternehmer in den vom Strukturwandel benachteiligten Branchen immer weiter an, was eine Neufassung des Lastenausgleichsverfahrens zwischen den Berufsgenossenschaften und wie eine Reform der Trägerschaft nahelegte.
Die Reform wurde durch zwei Gutachten der Professoren Bert Rürup und Heinz-Dietrich Steinmeyer über die „Ökonomischen“ bzw. die „Juristischen Aspekte der Reformen in der gesetzlichen Unfallversicherung“ an das Bundesministerium für Arbeit und Soziales vorbereitet.

## Gesetzgebungsverfahren und Inkrafttreten
Der Gesetzentwurf (BT-Drs. 16/9154, BR-Drs. 113/08) wurde am 25. Juni 2008 im Bundestagsausschuss für Arbeit und Soziales verabschiedet und ist am 26. Juni 2008 vom Deutschen Bundestag mit den Stimmen von CDU/CSU, SPD und der Linken beschlossen worden.
Das Artikelgesetz ist seit dem 1. Januar 2009 schrittweise in Kraft getreten.

## Reform
Im Einzelnen kam es zu folgenden Änderungen, die in das Siebte Buch Sozialgesetzbuch (SGB VII) eingearbeitet wurden:
- Durch Zusammenlegung sollte die Zahl der gewerblichen Berufsgenossenschaften bis Ende 2009 von 23 auf neun, die der Unfallkassen auf 17 sinken.
- Für die gewerblichen Berufsgenossenschaften wurde ein so genannter Überaltlastenausgleich eingeführt, der die Belastung der einzelnen Berufsgenossenschaften durch die historisch bedingten Altlasten gleichmäßig und zukunftssicher auf alle Träger verteilen soll. Dadurch wurde das Solidarprinzip bei der Finanzierung der Unfallversicherung gestärkt. Die Verteilung soll zu 70 Prozent nach den Arbeitsentgelten und zu 30 Prozent nach der Neurentenlast der Unfallversicherungsträger erfolgen. Bei den meisten Trägern werden hierdurch die Beiträge sinken, im Dienstleistungssektor und im Gesundheitswesen wird es dagegen eher zu Beitragssteigerungen kommen. Für die Umstellung ist ein Zeitraum bis 2013 vorgesehen.
- Das bisherige Meldeverfahren für die Unfallversicherung, der Lohnnachweis an den Unfallversicherungsträger, wurde abgeschafft. Die Unternehmer müssen seitdem alle gesetzlich vorgesehenen Daten (insbesondere Lohnsumme und Arbeitsstunden) nicht mehr zusammengefasst für das ganze Unternehmen an die Berufsgenossenschaft, sondern für jeden einzelnen Versicherten an dessen Rentenversicherungsträger melden, der auch das Prüfungswesen übernimmt. Die Unternehmen teilen selbst mit, welcher Gefahrklasse nach dem Gefahrtarif ein Versicherter angehört. Diese Neuregelung wurde von Unternehmerseite, aber auch seitens der Berufsgenossenschaften besonders scharf kritisiert, weil sie den Verwaltungsaufwand erheblich erhöhe und dabei Daten erfasst und übertragen werden müssten, die für die Festsetzung der Gefahrtarife gar nicht benötigt würden.
- Der Spitzenverband der gewerblichen Berufsgenossenschaften und der Unfallkassen, die Deutsche Gesetzliche Unfallversicherung (DGUV) wurde lediglich der Rechtsaufsicht, nicht, wie ursprünglich vorgesehen, der Fachaufsicht des Bundessozialministeriums unterstellt.
- Der Einzug der Insolvenzgeldumlage erfolgt nicht mehr über die Berufsgenossenschaften, sondern über die Krankenkassen, zusammen mit dem Gesamtsozialversicherungsbeitrag.

Auf eine Reform des Leistungsrechts wurde nach längerer und kontroverser Diskussion verzichtet.

## Stellungnahmen
Während die Deutsche Gesetzliche Unfallversicherung die Änderungen überwiegend begrüßt hatte, sah die FDP noch Gesprächsbedarf für die Zukunft beim Leistungsrecht.